# Трепча (футбольный клуб)
«Трепча» (алб. KF Trepça Mitrovicë)  — косовский футбольный клуб из города Косовска-Митровица, частично признанного государства Косово. В настоящий момент выступает в Косовской Суперлиге, сильнейшем дивизионе Косова.

## История
Клуб основан в 1932 году, домашние матчи проводит на «Олимпийском стадионе Адем Яшари», вмещающем 28 500 зрителей. В сезоне 1977/78 «Трепча», единственный раз в своей истории, играла в высшем дивизионе чемпионата Югославии, и заняла в нём последнее, 18-е место. В том же сезоне клуб вышел в финал Кубка Югославии в котором проиграл «Риеке» со счётом 0:1. Начиная с сезона 2005/06 «Трепча» играет в Косовской Суперлиге, в сезоне 2009/10 клуб добился наибольшего успеха в своей современной истории, победив в чемпионате и Суперкубке Косова.

## Достижения
- Кубок Югославии
  - Финалист: 1977/78
- Суперлига Косова
  - Чемпион: 2009/10
- Суперкубок Косова
  - Победитель: 2010